# Glorieta La Normal
La Glorieta La Normal es un parque urbano que está emplazada en Guadalajara, Jalisco, México. En ella confluyen la Carretera Federal 54 por el norte y el Paseo Alcalde por el sur. En su extremo noroeste, se sitúa la Avenida Manuel Ávila Camacho y en el suroeste arranca la calle Guanajuato y en el este se encuentra la calle Carlos Pereira. 

## Características

Vista aérea de la Glorieta La Normal.

Es considerada una de las vías más transitadas de la zona metropolitana, ya que a partir de ella se pueden llegar a los centros históricos de Zapopan mediante la Avenida Manuel Ávila Camacho y Guadalajara mediante el Paseo Alcalde. Se aprovechó el inicio de las obras de construcción de la línea 3 del Tren Eléctrico Urbano de Guadalajara en 2014 para renovar la glorieta y convertirla en un parque. Sin embargo no se intervino la glorieta hasta ya terminada la línea 3 en 2020.
Los habitantes de la colonia Alcalde Barranquitas, de los que muchos son de la tercera edad, han pedido al gobierno que incluyan una escultura para darle identidad al parque y también un centro cultural con un foro para que haya actividades como bailes. Muchos dicen que las pistas de bicicletas son peligrosas ya que la glorieta está rodeada de vehículos. 

En 2022 el gobernador Enrique Alfaro Ramírez entregó la nueva glorieta completamente renovada como una zona para el recreo y descanso de los tapatíos, la cual costó un total de 92.3 millones de pesos. Se prevé que sea una zona acudida por los usuarios de la estación La Normal de la línea 3, los estudiantes del Centro Universitario de Ciencias Sociales y Humanidades de la Universidad de Guadalajara y los habitantes de la colonia Alcalde Barranquitas.

## Lugares de interés

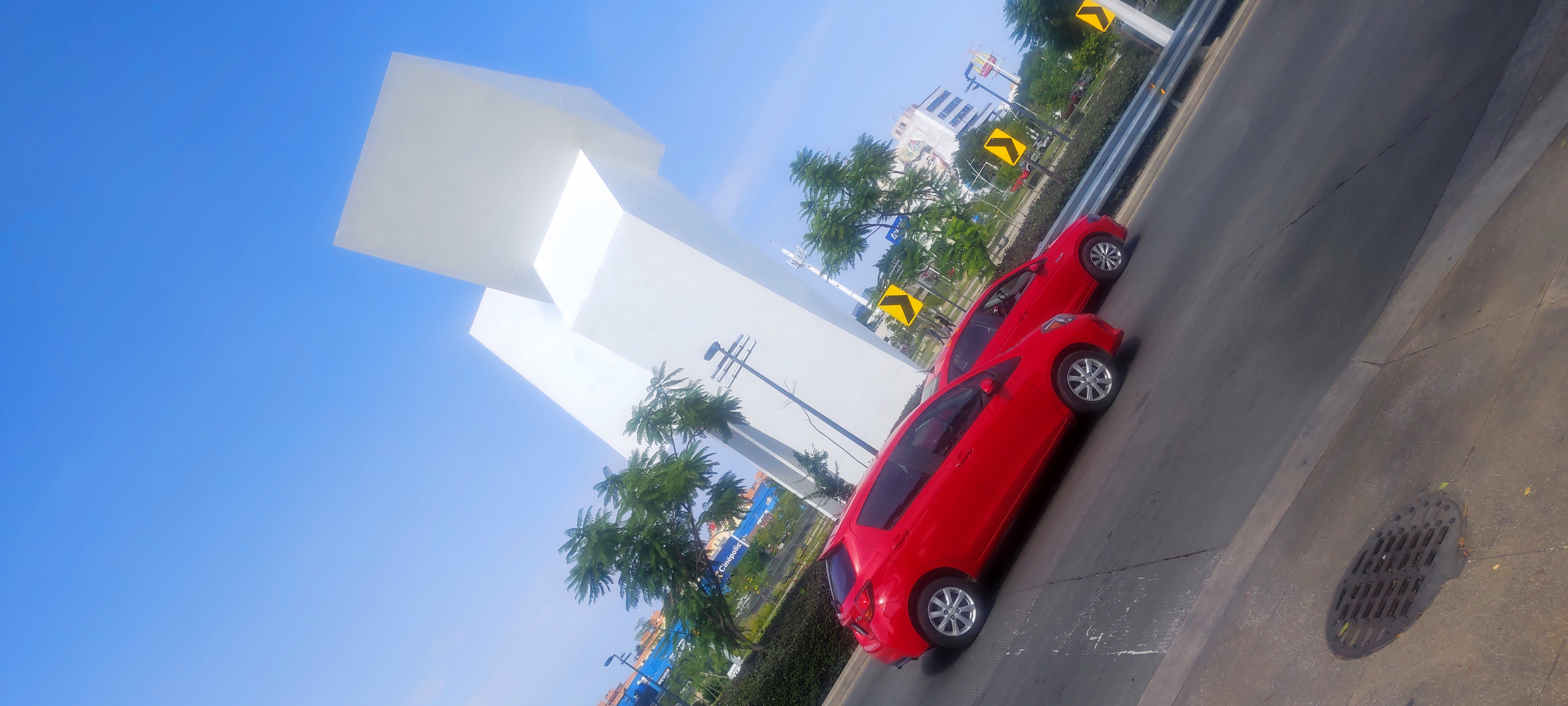
Monumento Ave Tototl.jpg

El parque tiene en su interior:
- Pump track
- Zona de juegos infantiles
- Biciescuela
- Andador perimetral
- Ciclovías
- Pista para correr
- Área de pícnic
- Cancha de fútbol
- Cancha de baloncesto
- Cancha de voleibol
- Rambla
- Pérgola
- Áreas verdes